# Grażyna Balowska
Grażyna Balowska – polska językoznawczyni, bohemistka i polonistka. Zajmuje się m.in. leksykologią i leksykografią czeską, stratyfikacją współczesnej czeszczyzny oraz słowiańskimi mikrojęzykami literackimi. Do jej zainteresowań należą również socjologia i dialektologia.
Jest absolwentką Instytutu Filologii Słowiańskiej Uniwersytetu Jagiellońskiego (specjalność: filologia czeska). W 1994 r. została zatrudniona jako asystent w Katedrze Slawistyki na Uniwersytecie Opolskim. W 2001 r. objęła stanowisko adiunkta.
W 2001 r. obroniła pracę doktorską Próby Óndry Łysohorskiego utworzenia laskiego języka literackiego, napisaną pod kierunkiem Władysława Lubasia. Przez kilka lat pracowała jako tłumacz przysięgły języka czeskiego. Jest także autorką szeregu tłumaczeń tekstów naukowych, m.in. z zakresu historii, folklorystyki, pedagogiki i językoznawstwa oraz zbiorów aforyzmów czeskich.
Jej dorobek obejmuje ponad 50 artykułów naukowych. Opracowała również podręcznik do nauki języka czeskiego. Współtworzyła kilka słowników.

## Wybrana twórczość
- Slovní zásoba polštiny. Tematický slovník (współautorstwo, 1996)
- Mikrojęzyki literackie (2000)
- Problematyka czeszczyzny potocznej nieliterackiej (tzw. obecná čeština) na łamach czasopisma „Naše řeč” w latach dziewięćdziesiątych (2006)
- Lašské dílo Óndry Łysohorského. Kapitoly z lexika (2008)
- Czeski nie gryzie! Innowacyjny kurs od podstaw. Aktywna nauka słownictwa i gramatyki za pomocą ćwiczeń (2013)
- Terminologia zintegrowanego systemu reagowania w sytuacjach kryzysowych (współautorstwo, 2013)
- Laski mikrojęzyk literacki w kontekście społecznym i kulturowym (2013)
- Polsko-czeski i czesko-polski słowniczek terminów straży pożarnej (2015)
- Językowo-kulturowy obraz przyrody nieożywionej w czeskiej frazeologii (2019)